# Sant Joan de Cap Ferrat
Sant Joan de Cap Ferrat (en francès Saint-Jean-Cap-Ferrat) és un municipi francès situat al departament dels Alps Marítims i a la regió de Provença – Alps – Costa Blava.

## Geografia
La localitat està situada a la Costa Blava entre Niça i Mònaco, a uns 950 km de París, 10 km de Niça i 25 km de Menton. Posseeix una superfície de 2,5 km².

## Demografia
| 1962                                       | 1968  | 1975  | 1982  | 1990  | 1999  | 2006  |
| ------------------------------------------ | ----- | ----- | ----- | ----- | ----- | ----- |
| 2.296                                      | 2.356 | 2.268 | 2.215 | 2.248 | 1.895 | 2.172 |
| Des de 1962: població sense dobles comptes |       |       |       |       |       |       |

## Administració
| Període   | Identitat        | Partit |
| --------- | ---------------- | ------ |
| 1904-1912 | Daniel Chonneaux |        |
| 1912-1920 | César Giuge      |        |
| 1920-1927 | Jean Martin      |        |
| 1927-1929 | Joseph Caisson   |        |
| 1929-1945 | Joseph Giordan   |        |
| 1945-1946 | Georges Eymard   |        |
| 1946-1959 | Albert Allari    |        |
| 1959-1977 | Philippe Orengo  |        |
| 1977-1983 | Honoré Toscan    |        |
| 1983-     | René Vestri      | UMP    |

## Història
La història de Saint Jean Cap Ferrat demostra que la ciutat era coneguda pels antics grecs com a Anao, el lloc que avui en dia es diu Cap Ferrat va ser assentat primer per tribus celto-ligurs, després pels llombards a finals del segle vi. Es diu que un frare ermità va habitar al Sant Ospizio (o Sant Hospici) en una torre a la part oriental de la península.

### Edat mitjana
Saint-Jean-Cap-Ferrat havia estat conegut com a Cap-Saint-Sospir, segons un monjo del segle VI que havia viscut a la zona. Al segle viii, la història de Sant Joan Cap Ferrat va canviar quan els sarraïns van ocupar el lloc i el van utilitzar com a base pel piratatge. fins al segle xi.
Cap al 1388, el territori de Saint Jean Cap Ferrat amb tot el Comtat de Niça va ser donat per un tractat als ducs de Savoia (vegeu també Història de Villefranche-sur-Mer).
La història de Saint Jean Cap Ferrat explica que duc Emmanuel Philibert de Savoia va construir un fort al Saint-Hospice el 1561 per intentar protegir la costa dels invasors. El fort va ser destruït el 1706 pel duc de Berwick quan Niça va ser ocupada pels exèrcits francesos del rei Lluís XIV.

### Renaixement
Durant el segle xviii, la història de Saint Jean Cap Ferrat va canviar quan la zona, oficialment part del Regne de Sardenya, va ser ocupada i continuada pels francesos. Va ser retornat al [Regne de Sardenya] el 1814 després de l'abdicació de Napoleó.
El 1860, el Comtat de Niça va ser finalment cedit per tractat a França i la península es va convertir en un imant per als reis i els visitants rics, una nova era en la història de Saint Jean Cap Ferrat. El petit poble pesquer de Saint Jean es va desenvolupar i el 1904 es va constituir com a municipi autònom amb la resta de la península, separat de la propera Villefranche-sur-Mer.

### Belle Époque era de prosperitat econòmica
A principis del segle xx,  El rei Léopold II de Bèlgica tenia propietat a Cap Ferrat i construí diverses cases i un llac artificial. La residència principal és la Villa des Cèdres, que és propietat de Marnier-Lapostolle (el fundador de Grand Marnier) des del 1924 i ara és en part un jardí botànic anomenat Jardin botànic Les Cèdres. El 1905, Béatrice Ephrussi de Rothschild va escollir Cap Ferrat per construir un palau d'estil toscà, ara conegut com a museu Villa Ephrussi de Rothschild. Aquest lloc molt pintoresc es pot llogar en condicions especials per acollir gales i esdeveniments al parc i jardins exuberants. Avui, Saint-Jean Cap-Ferrat té probablement alguns dels béns immobles més cars del món i continua atraient a l'elit. Entre els residents famosos actuals hi ha el compositor teatral Andrew Lloyd Webber.
En la història de Saint Jean Cap Ferrat, alguns dels seus estaments en la belle époque han acollit una gran quantitat de caps d'estat, aristòcrates i personalitats:  El rei Leopold II de Bèlgica,  Baronessa de Rothschild, Charlie Chaplin, Rainier III, David Niven, Somerset Maugham, Jean Cocteau, Lady Kenmare i Roderick Cameron, Elizabeth Taylor i Richard Burton, Pierre i Sao Schlumberger, Hubert de Givenchy, Rachel Lambert Mellon, Mary Wells Lawrence, Isadora Duncan, Winston Churchill, primers ministres francesos Maurice Rouvier i Raymond Barre, i molts més. El major  Berkeley Levett, un aristòcrata anglès i testimoni del famós Escàndol Royal Baccarat, va viure a Saint-Jean-Cap-Ferrat amb la seva esposa hereva de l'antiga cerveseria Sibell Bass.

## Galeria

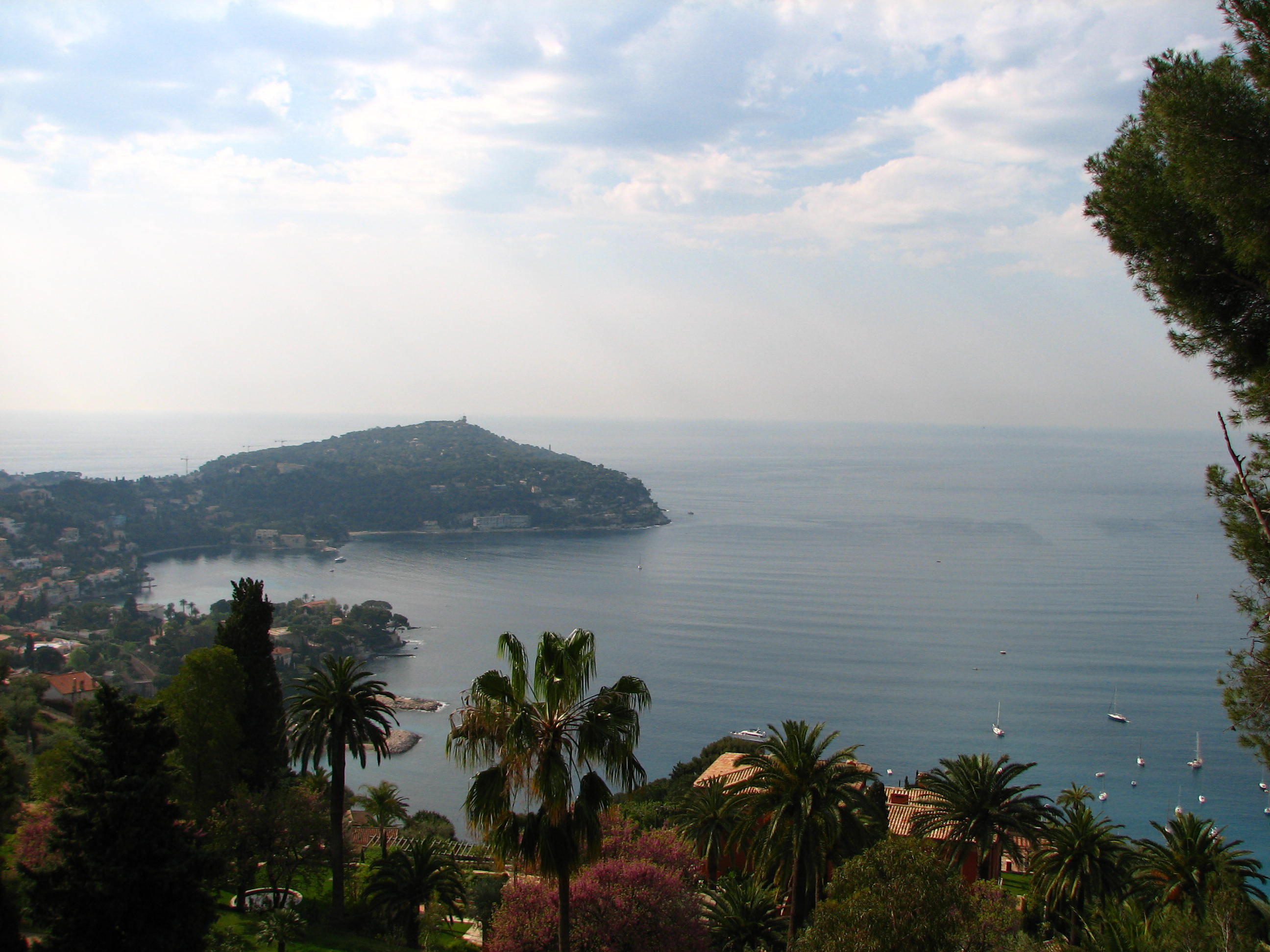
Cap Ferrat des Villefranche-sur-Mer
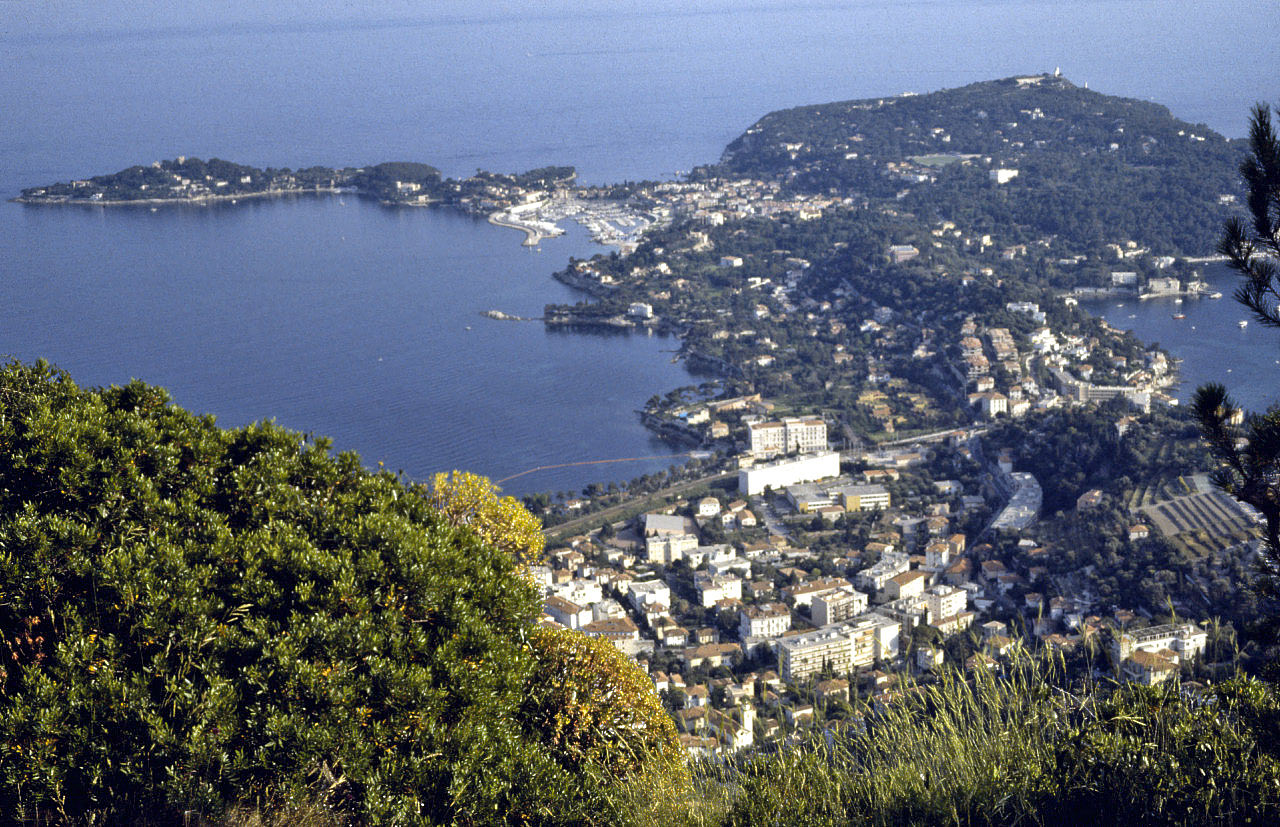
Saint-Jean-Cap-Ferrat des de Beaulieu-sur-Mer
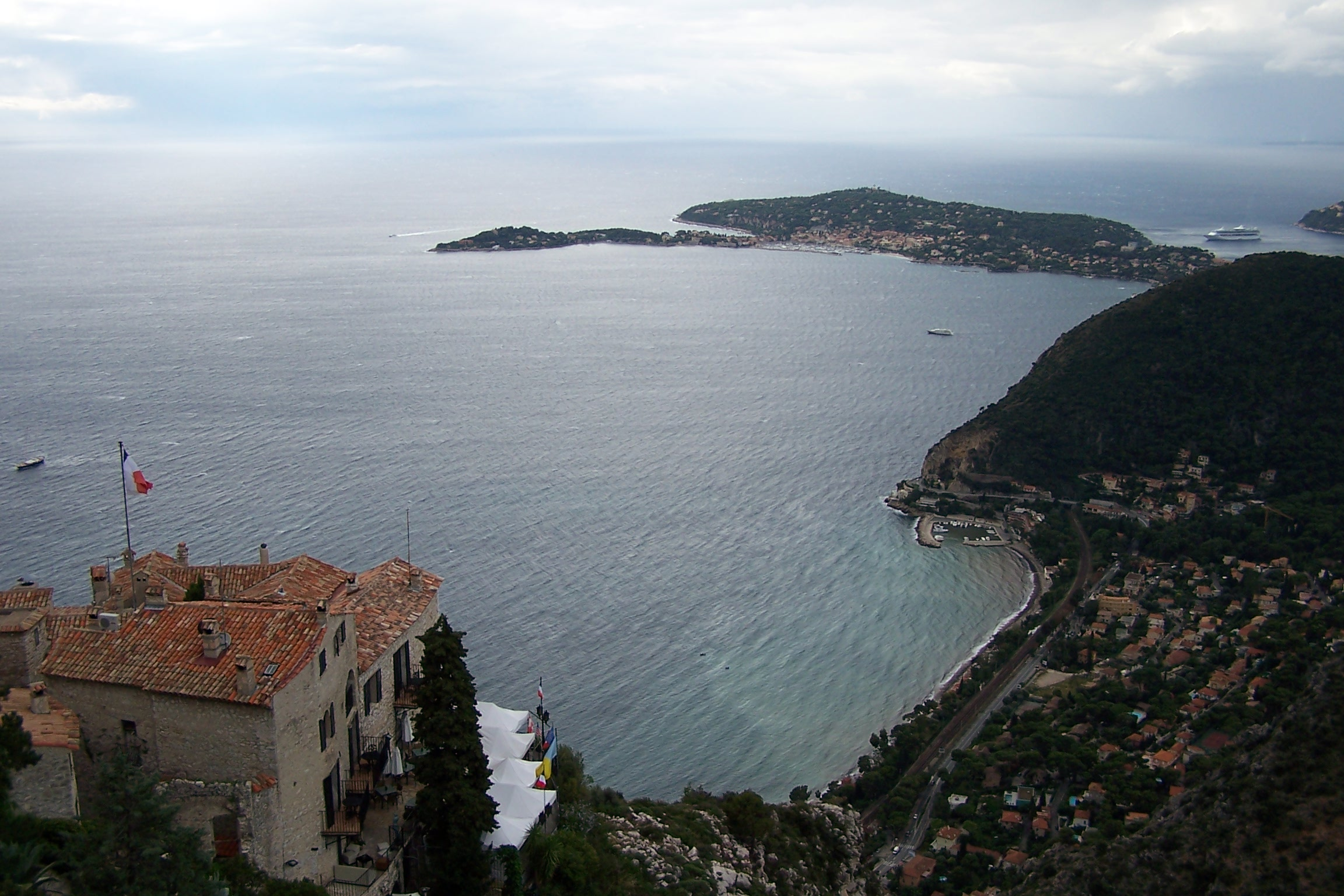
Cap Ferrat des d'Èze
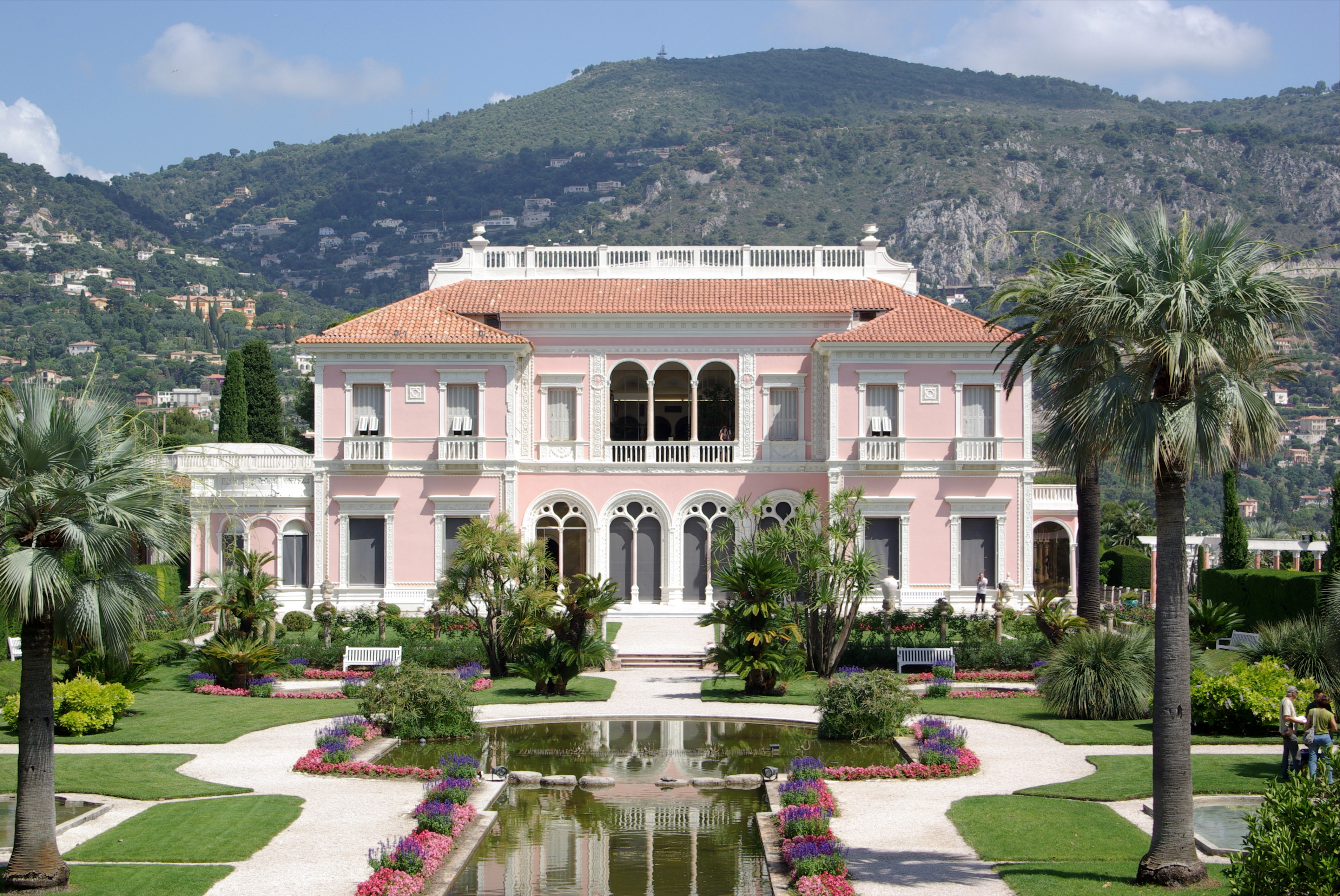
Villa Ephrussi de Rothschild
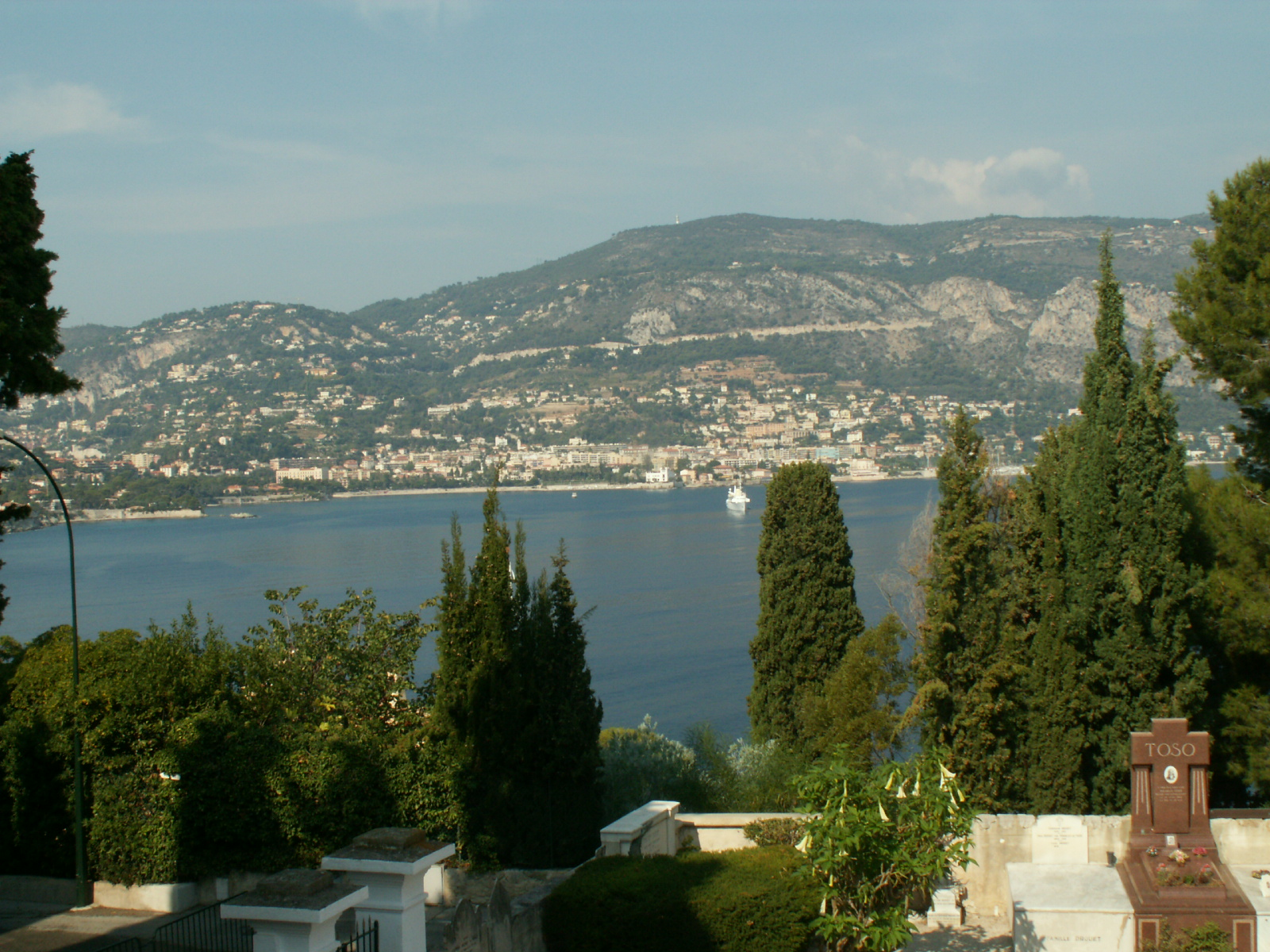
Beaulieu-sur-Mer des del Saint-Hospice a Saint-Jean-Cap-Ferrat